# الن ویلیامز
الن ویلیامز (به زبان انگلیسی Allen Williams) بازیگر آمریکایی است
احتمالاً بیشتر به خاطر بازی در سریال «Lou Grant» (که از سال ۱۹۷۷ تا ۱۹۷۲ پخش می‌شد) شناخته می‌شود.
وی قبل از بازیگری عضو تفنگداران دریایی بوده است.